# Ставре Цилев
Ставре Цилев (на гръцки: Σταύρος Τσίλης, Ставрос Цилис) е гъркомански революционер, деец на гръцката въоръжена пропаганда в Македония от началото на XX век.

## Биография
Ставре Цилев е роден около 1870 година в костурското село Чърновища, тогава в Османската империя. Като отявлен гъркоманин още преди началото на пропагандата Цилев има сблъсъци с българи екзархисти и е принуден да бяга в Атина. През ноември 1904 година се завръща с четата на Георгиос Цондос (Вардас), през декември участва в нападението над Либешево, а през март 1905 година в клането в Загоричани, отличава се при нападенията на Поздивища, Търсие, Бесвина, Брезница и Габреш.